# František Kysela
František Kysela (Kouřim, 4 septembre 1881 - Prague, 20 février 1941) est un artiste tchécoslovaque, qui fut graphiste, scénographe et enseignant, spécialisé dans les arts appliqués et les arts décoratifs.

## Biographie
Issu d'une famille nombreuse, fils d'un père fonctionnaire muté à Prague, c'est dans cette ville que František Kysela reçoit une éducation artistique, fréquentant l'UmPrum entre 1900 et 1904, puis l'Académie des beaux-arts, jusqu'en 1908, où il a comme professeur Hanuš Schwaiger (en). Kysela effectue plusieurs voyages d'études en Allemagne, en France, en Italie, aux Pays-Bas et en Angleterre. Après un an de service militaire, il est employé dans une imprimerie où il s'intéresse à la typographie et à la conception de livres. 
En 1913, Kysela entre comme assistant à l'Académie des beaux-arts de Prague, où il est nommé en 1917 professeur titulaire. En 1921, il y dirige un nouveau département dédié au graphisme industriel. Durant les années 1920 et 1930, il se consacre à des activités pédagogiques. Son influence sur plusieurs générations d'étudiants est sensible. Son intérêt se porte entre autres sur le théâtre de marionnettes. Parmi ses élèves, on compte Francis Pelichek, Josef Skupa, Ladislav Sutnar, Karel Svolinský.
En 1919, il épouse Olga Krausová et l'année suivante, naît son unique fils, prénommé Jiří Stanislav.
František Kysela est décédé le 20 février 1941 des suites d'un grave accident vasculaire cérébral. Sa femme et son fils ont pris une part active à la résistance pendant la Seconde Guerre mondiale, et ont tous deux péri dans le camp de concentration d'Auschwitz.

## Son œuvre
František Kysela est un artiste polyvalent ouvert au modernisme. La plupart de ses œuvres mélange des éléments d'art populaire, d'art décoratif, d'Art nouveau, voire cubiste. Il collabora souvent avec les architectes Pavel Janák et Josef Gočár, en particulier sur des dessins de peinture d'intérieur, employant une palette très colorées. Il a également conçu des textiles de maison, principalement des tapis et des tapisseries, avec l'aide de Marie Hoppe-Teinitzerová (1879-1960) dans les ateliers situés à Jindřichův Hradec ; une série de huit tapisseries est présentée à l'exposition des arts décoratifs de Paris en 1925 où il reçoit le grand prix dans sa spécialité.
Kysela fut par exemple le décorateur de la villa du propriétaire de l'usine Sochor à Dvůr Králové nad Labem et du hall d'entrée de la villa Hořovský à Hodkovičky.
Concepteur d'affiches, de bijoux, de mosaïques, de vaisselles, de billets de banque, de plaquettes publicitaires, de livres, Kysela est le cofondateur du groupement artistique Artěl, actif à Prague de 1907 à 1934, très marqué à l'origine par l'Arts and Crafts et la Wiener Werkstätte. Organisé en coopérative, les membres produisirent de nombreux objets d'artisanat d'art en collaboration avec divers ateliers tchèques. Certaines des créations de Kysela figurent aujourd'hui dans les musées nationaux tchèques.
Graveur et lithographe, Kysela est en 1917 l'un des membres fondateurs de la « Société des peintres-graveurs tchécoslovaques Hollar » (Sdružení českých umělců grafiků Hollar : SČUG Hollar), regroupant des graveurs comme František Bílek, Vratislav Hugo Brunner, Tavík František Šimon, entre autres, et qui ouvrit une galerie dans la capitale tchèque.
Scénographe, Kysela collabore en 1914 à la pièce de Viktor Dyk, La Sagesse de Don Quichotte (Zmoudření dona Quijota). Il fut également associé à la scénographie de productions d'opéras pour le théâtre de Vinohrady et le Théâtre national de Prague. Il travailla entre autres avec les metteurs en scène Otakar Ostrčil et Ferdinand Pujman (1889-1961). Il est également le concepteur des costumes du film Svatý Václav (1930) de Jan Stanislav Kolár, l'un des plus gros budgets de l'histoire du cinéma tchèque.
Son influence se fait sentir au moment de la formation du Groupe 42.

## Galerie

Œuvres de Kysela
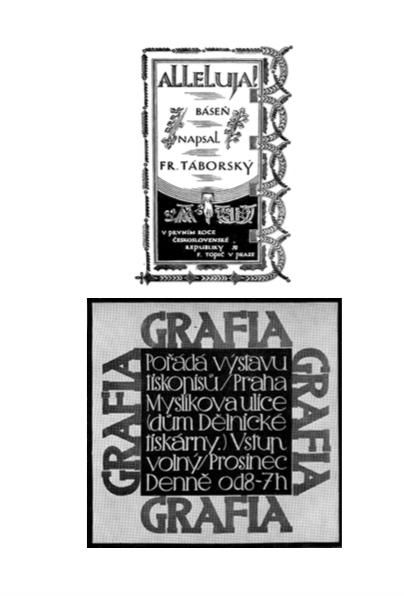
Deux frontispices (ouvrages, 1910)
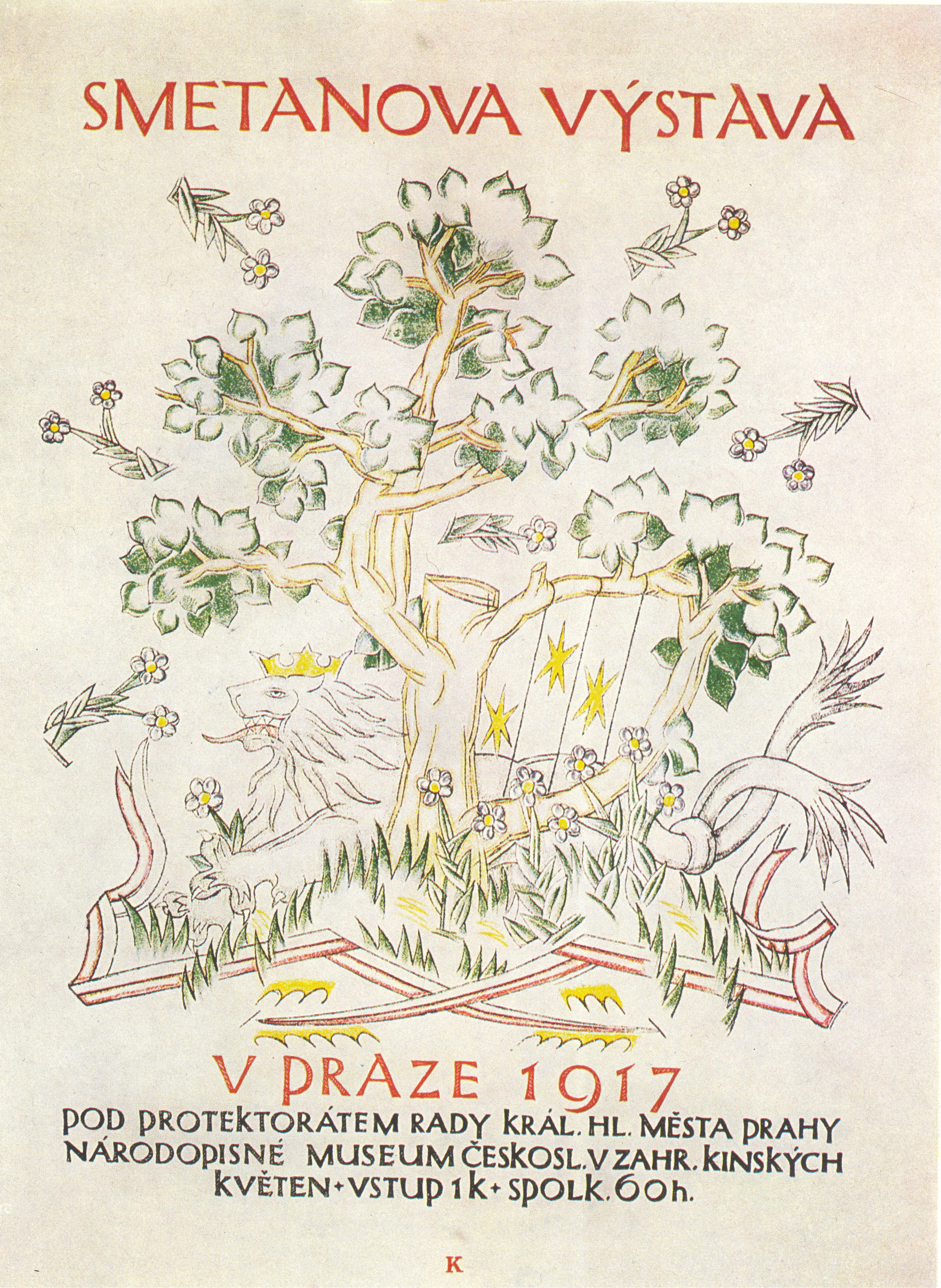
Exposition Smetana (affiche lithographiée, 1917)
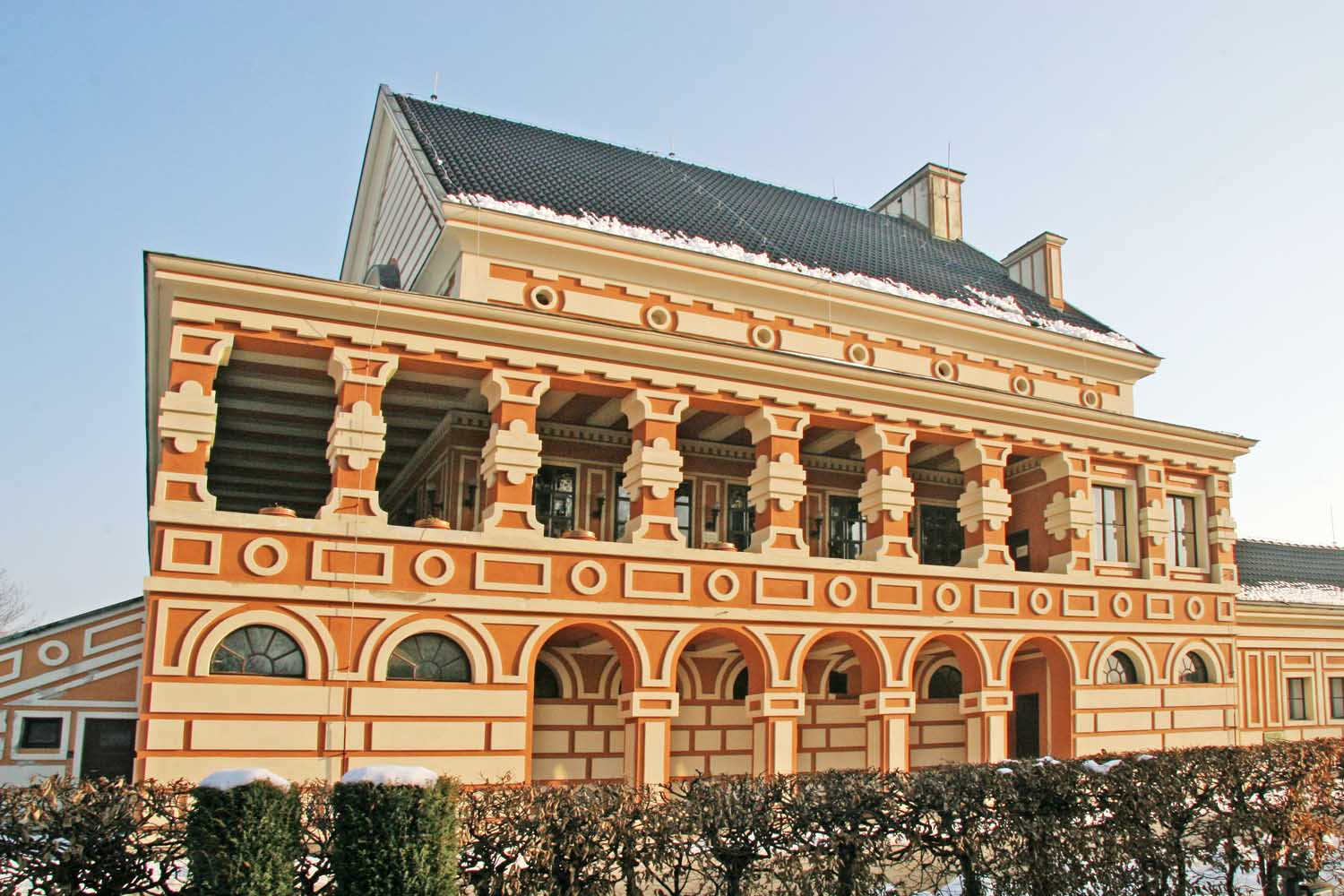
Crematorium de Pardubice (1921-1922), architecture de Pavel Janák
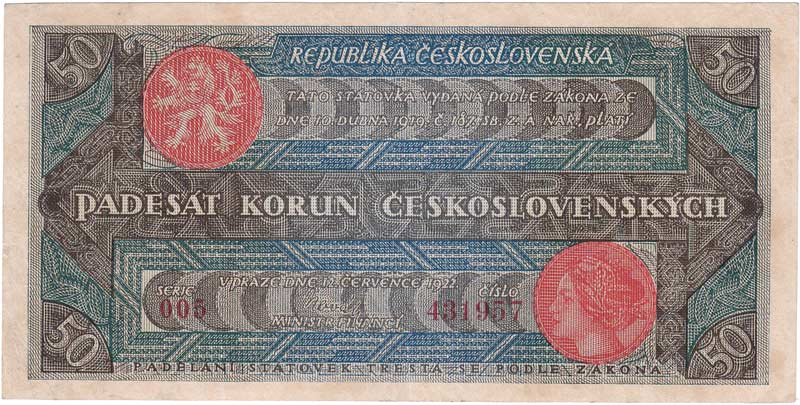
Avers du billet de 50 couronnes tchécoslovaques (série 1922)
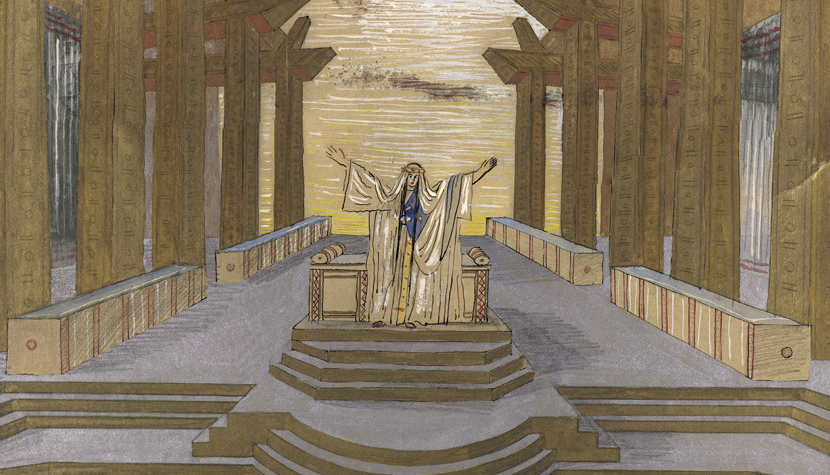
Croquis (1924) pour la scénographie de Libuše de Smetana
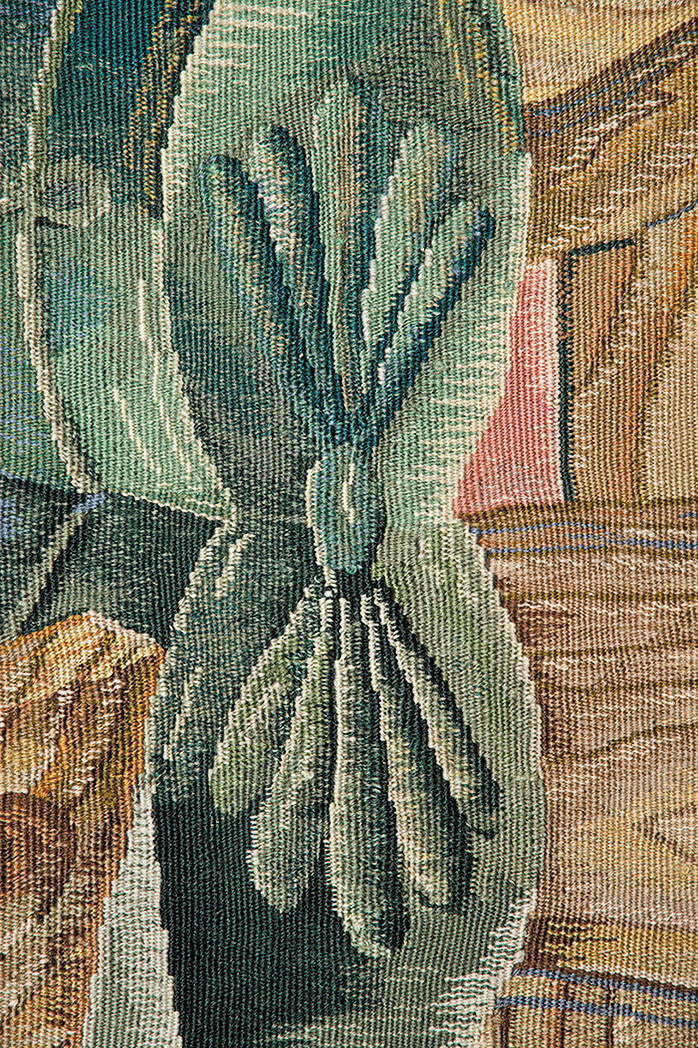
Détail de la Tapisserie Hrnčířství (1924-1925), musée des Arts décoratifs de Prague
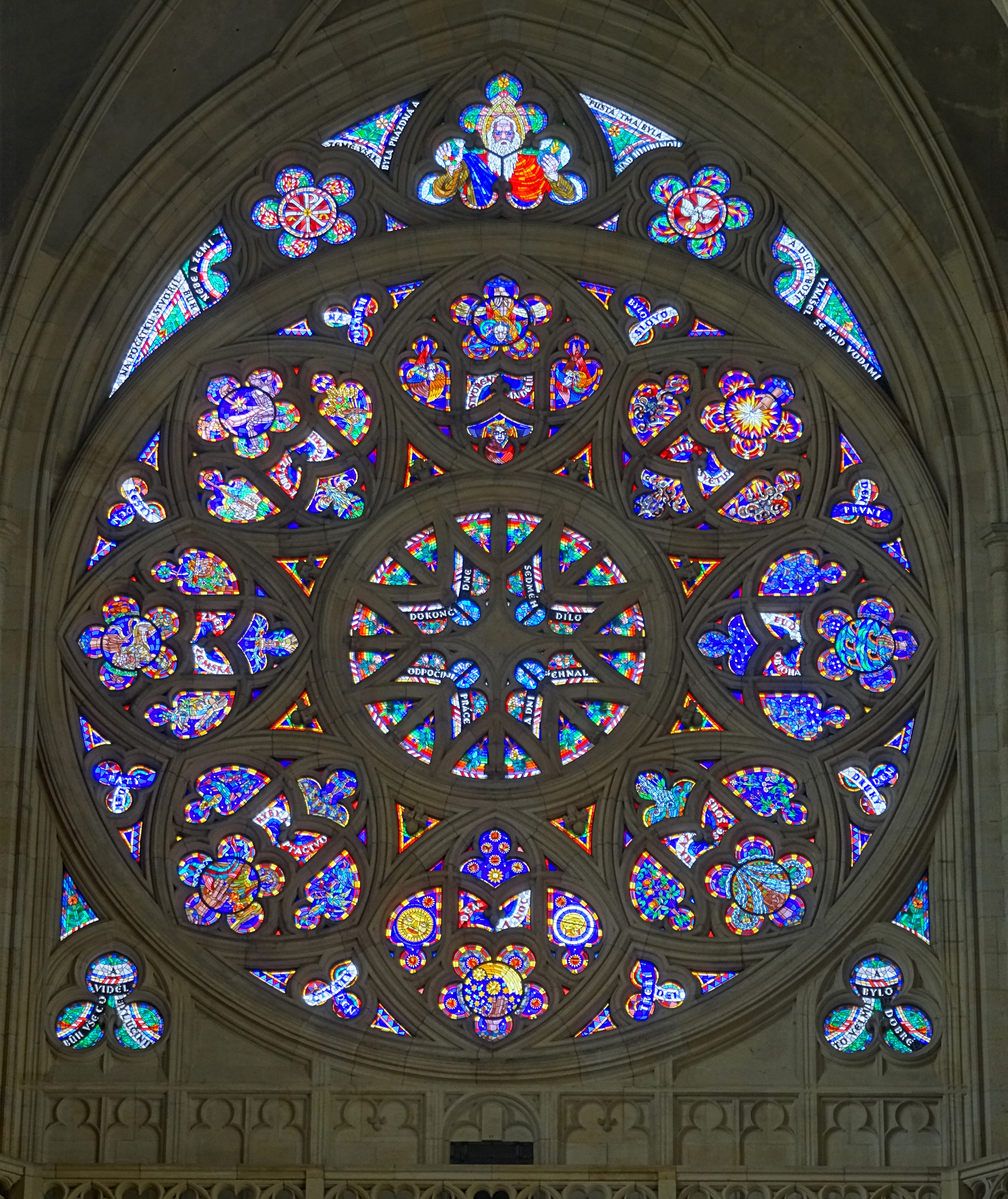
L'un des vitraux pour la Création du Monde (1928) conçu avec Antonín Podlaha, Cathédrale Saint-Guy de Prague